# UltraDefrag
UltraDefrag è un programma di utilità per la deframmentazione del disco per Microsoft Windows. Prima della versione 8.0.0 è stata pubblicata sotto licenza GNU General Public License. L'unica altra utilità di deframmentazione per Windows con una licenza GNU GPL è stata JkDefrag (fuori produzione dal 2008).
Nel 2018 il codice sorgente di UltraDefrag è state concesse in licenza a Green Gate Systems, LLC. La loro versione migliorata include la deframmentazione automatica, la pulizia del disco prima della deframmentazione, un'interfaccia grafica per la configurazione dell'utente, l'ottimizzazione delle unità a stato solido, la piena compatibilità con Windows 11 e 10 e si dice che sia molto più veloce.
UltraDefrag utilizza la parte di deframmentazione di Windows API e funziona su Microsoft Windows NT 4.0, 2000, XP, Vista, 7, 8, 8.1, 10, 11. Supporta i file system FAT 12/16/32, exFAT e NTFS.

## Caratteristiche
- deframmentazione automatica
- pulizia automatica del disco prima della deframmentazione
- deframmentazione di singoli file e cartelle
- deframmentazione dei file di sistema bloccati
- deframmentazione di metafile NTFS (inclusi MFT) e flussi alternativi di dati
- esclusione di file per percorso, dimensioni e numero di frammenti
- ottimizzazione dei dischi
- limite di tempo di elaborazione del disco
- deframmentazione di dischi con un certo livello di frammentazione
- ibernazione o spegnimento automatici dopo il completamento del lavoro
- interfaccia grafica multilingue (oltre 60 lingue disponibili)
- deframmentazione in un clic tramite il menu di scelta rapida di Windows Explorer
- interfaccia a riga di comando
- edizione portatile
- pieno supporto delle edizioni a 64 bit di Windows